# 上環

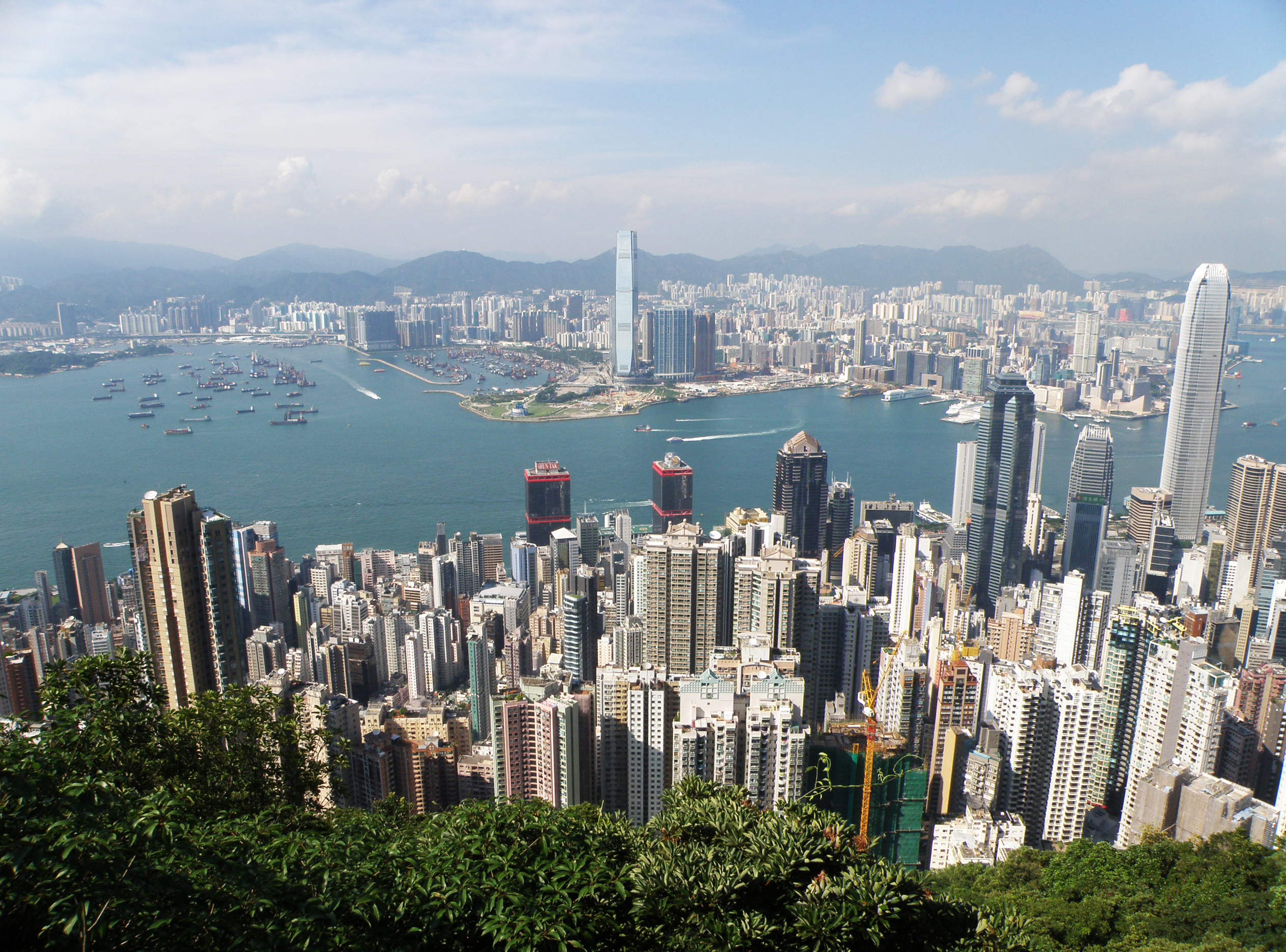
上環

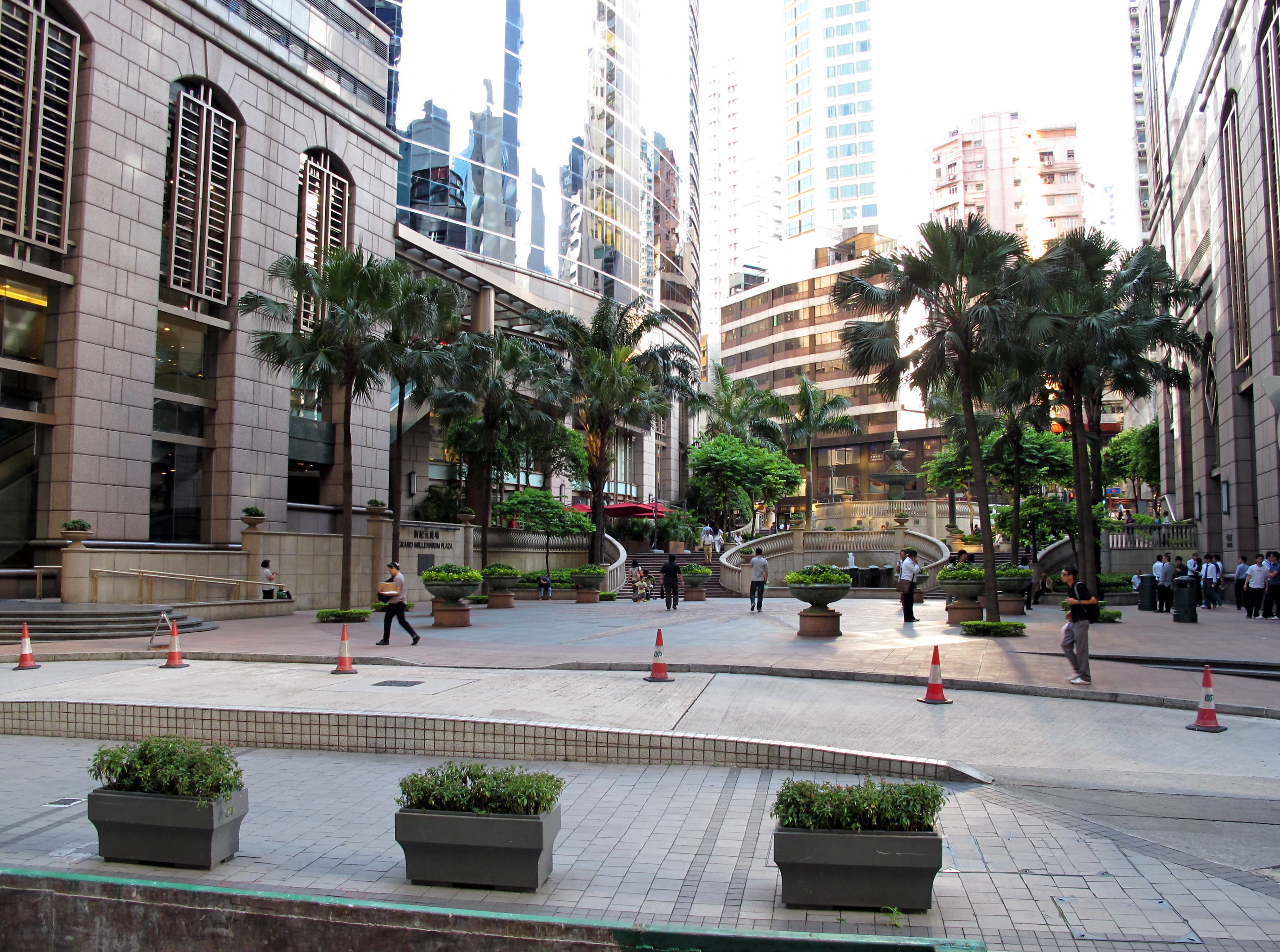
上環新紀元廣場（左）及中遠大廈（右）之間

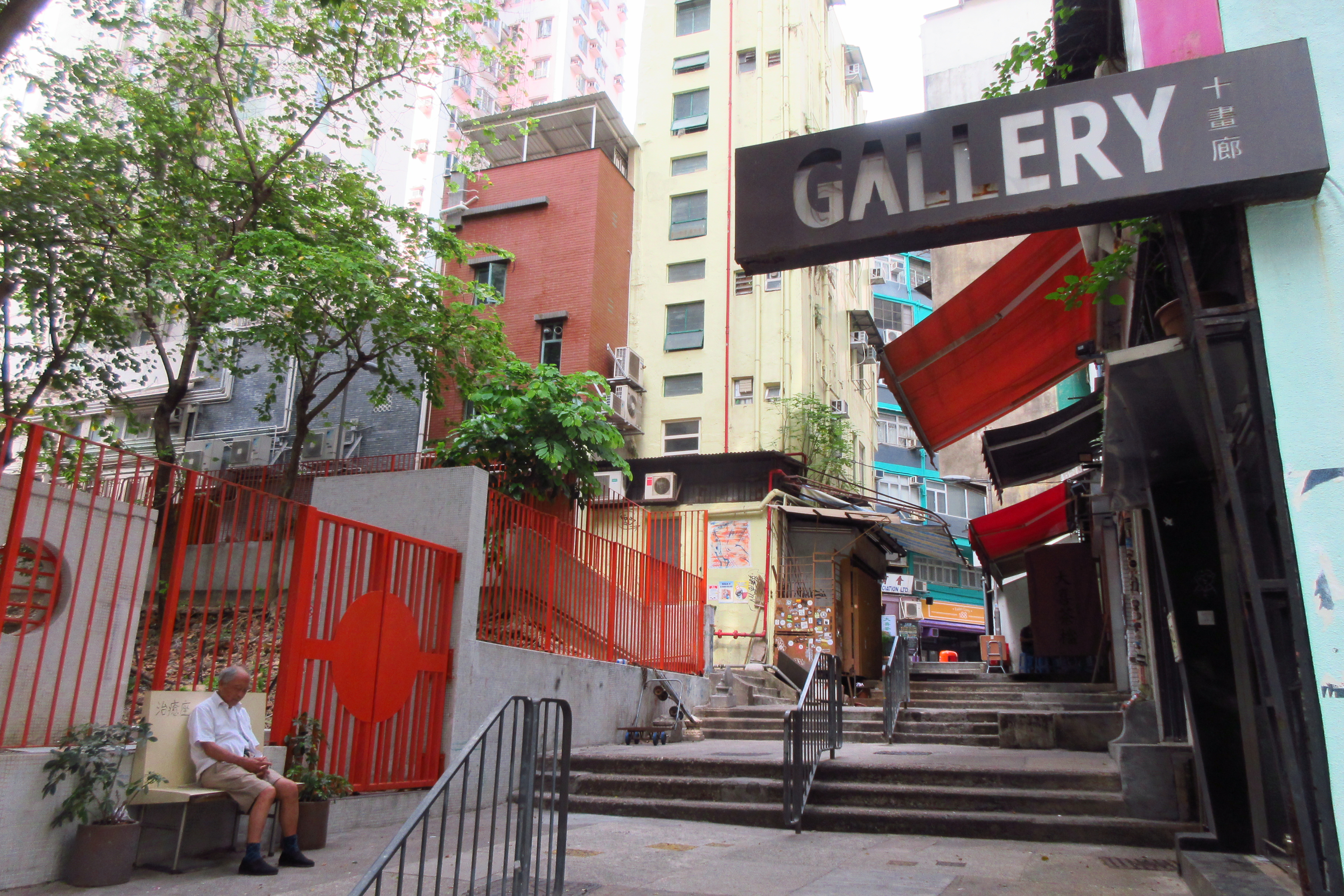
上環貴華里來自香港開埠初年發跡的華人盧亞貴（Lo Ah-guo），連接急庇利街及禧利街

上環（英語：Sheung Wan），位於香港島中西區的北部，東起鴨巴甸街、永吉街、永和街，西至威利麻街、南至皇后大道中，上環曾經於中西區議會設有兩席議員，分別名為上環選區及東華選區，而信德中心至無限極廣場一帶則屬鄰近的中環選區。
上環是香港的商業區，不少中資企業的辦事處設在該區。在今日的香港交易所的前身「聯合交易所」成立之前，香港的股票及期貨主要由4個交易場所負責。當中的「金銀業貿易場」及其他2家交易所就在上環的蘇杭街。
上環也是香港的海味及中藥的集散地。中藥店林立的文咸東街與文咸西街，有「南北行」之稱 ；海味店則集中在德輔道西一帶，老一輩稱呼該區為「三角碼頭」。而荷里活道及摩羅街一帶，以古玩店著名，吸引不少中外遊客在此尋寶。

## 歷史
上環原是四環九約裏其中一環。自1843年，上環一直是華人聚居的地方，英國人及外國人則住在中環。1874年桂文燦編纂的《廣東圖說》同治刊本，當中以群帶路標誌為上環、中環、下環。1866年的《新安縣全圖》，群帶路所標示的位置亦在上環現址相近。
1850年代開始，太平天國之亂中逃難華人帶來資金和營商經驗，上環發展成華人主要商貿區。蘇杭街和文咸西街由於接近當時海邊的三角碼頭，故成為香港早期轉口貿易集中地。干諾道西為當時的食米批發中心；德輔道西一帶則是海味和鹹魚的集散地。此後上環一直隨著香港經濟而發展，其他行業亦在區內發展。

## 著名地點、街道及建築物

### 地點及街道
- 摩利臣街
- 蘇杭街
- 高陞街（藥材街）
- 文咸東街
- 蘇豪區
- 文咸西街
- 林士街
- 永樂街

### 建築物
- 西港城
- 信德中心
- 新紀元廣場
- 中遠大廈
- 無限極廣場
- 永安中心
- 上環市政大廈（上環文娛中心）
- 荷李活商業中心
- 文武廟
- 帝華庭
- 中環麗柏酒店

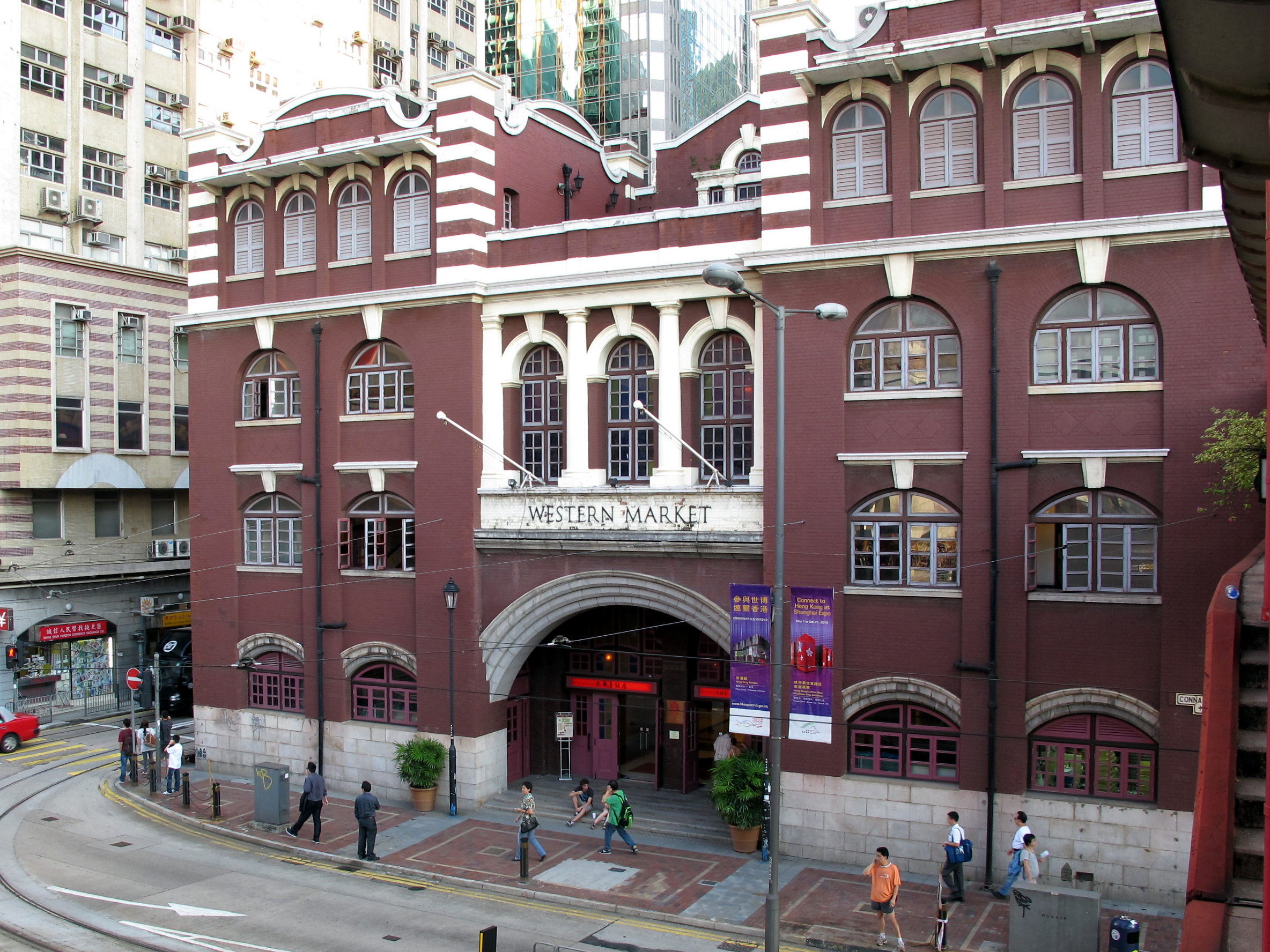
上環的地標——西港城
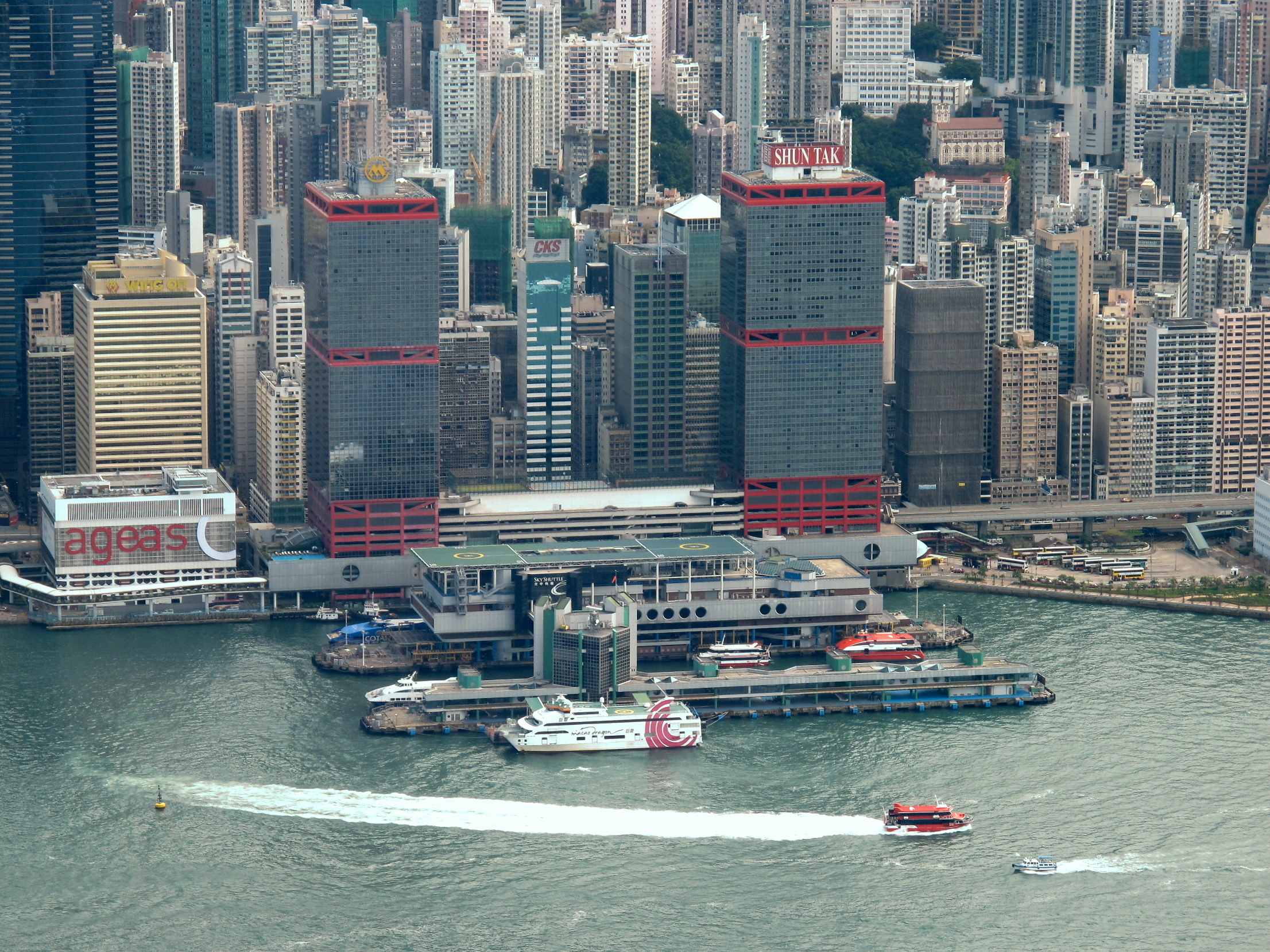
信德中心和港澳碼頭是香港居民前住澳門的主要途徑
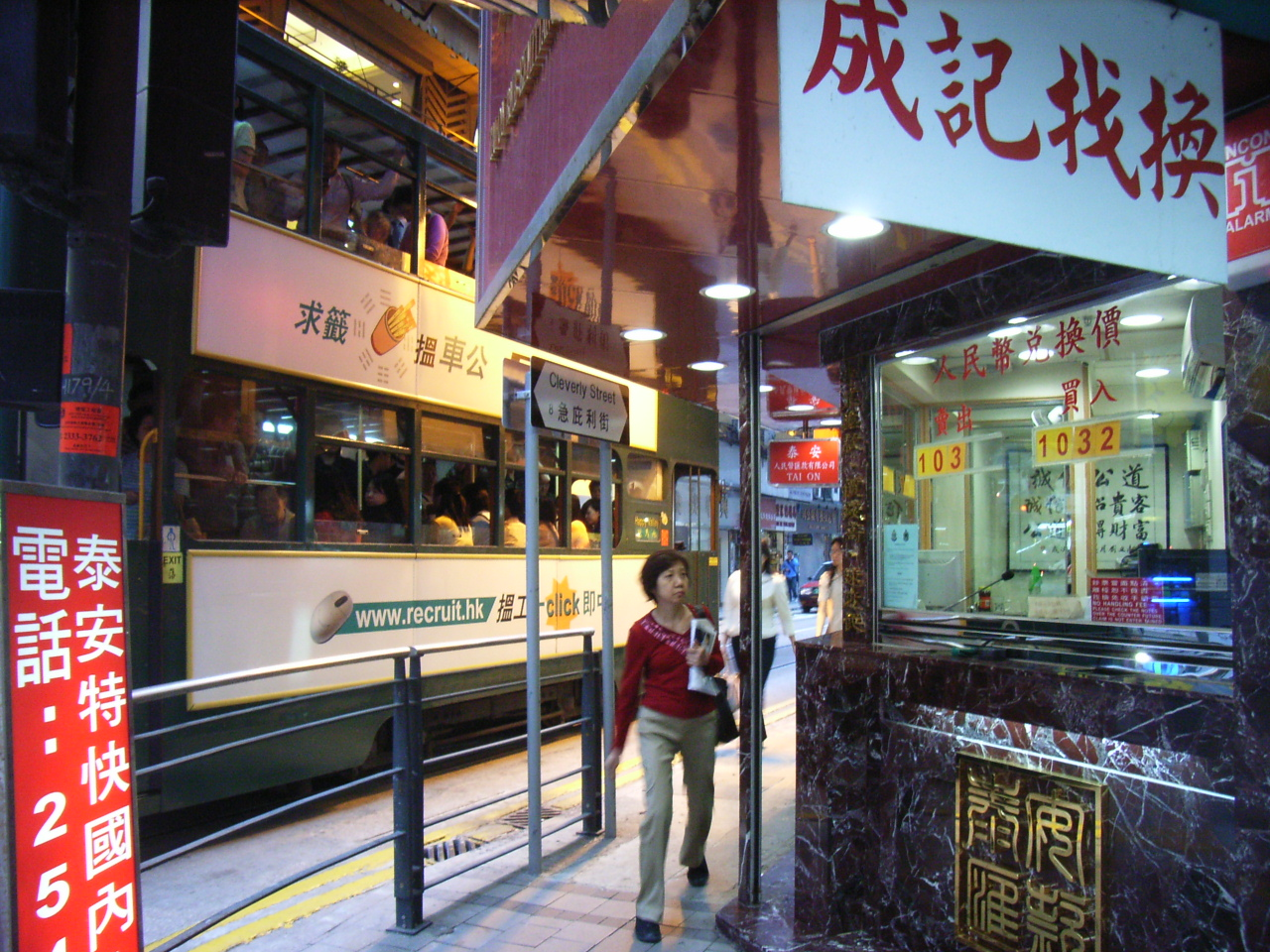
急庇利街附近有不少找換店
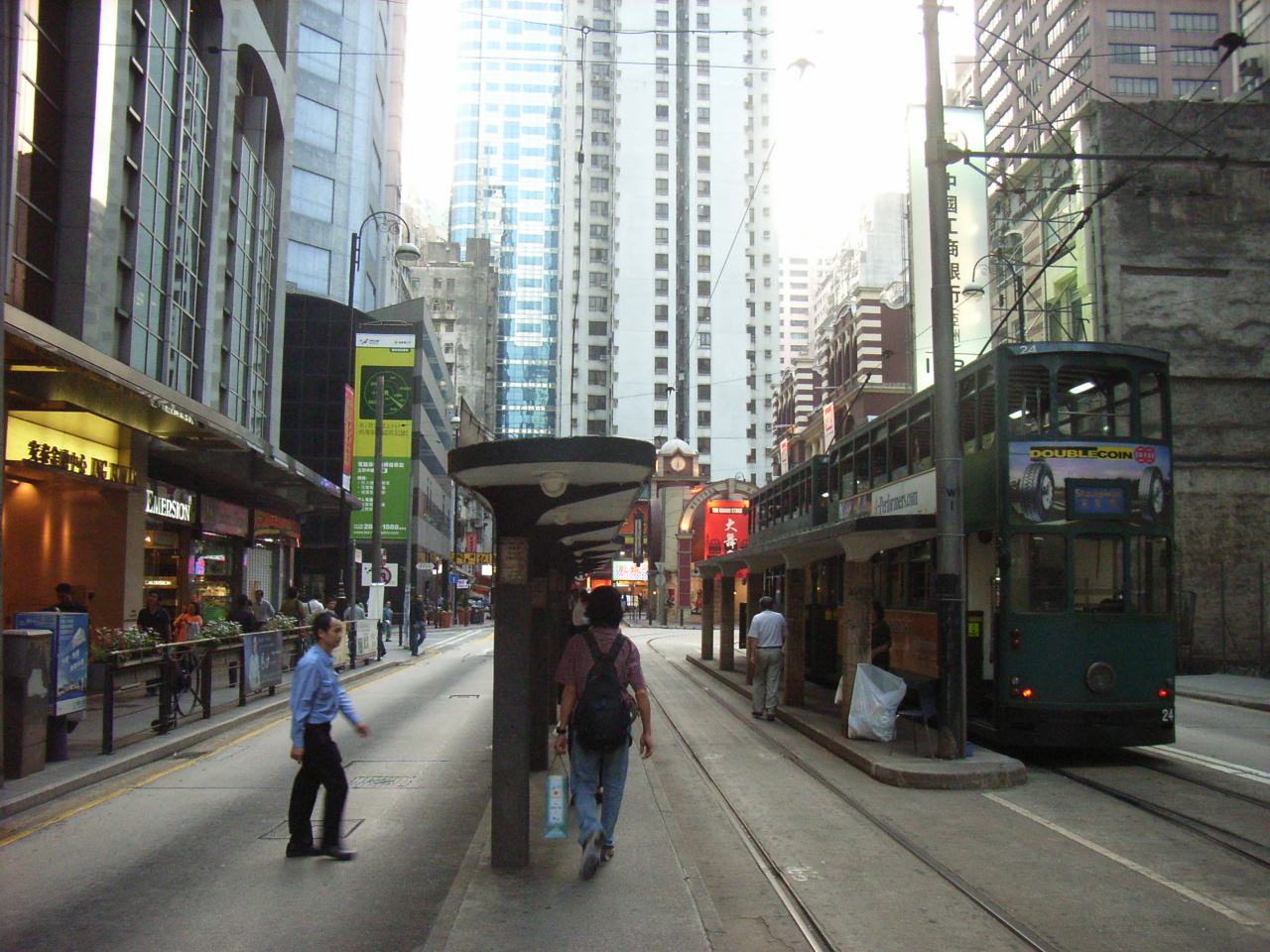
上環電車總站
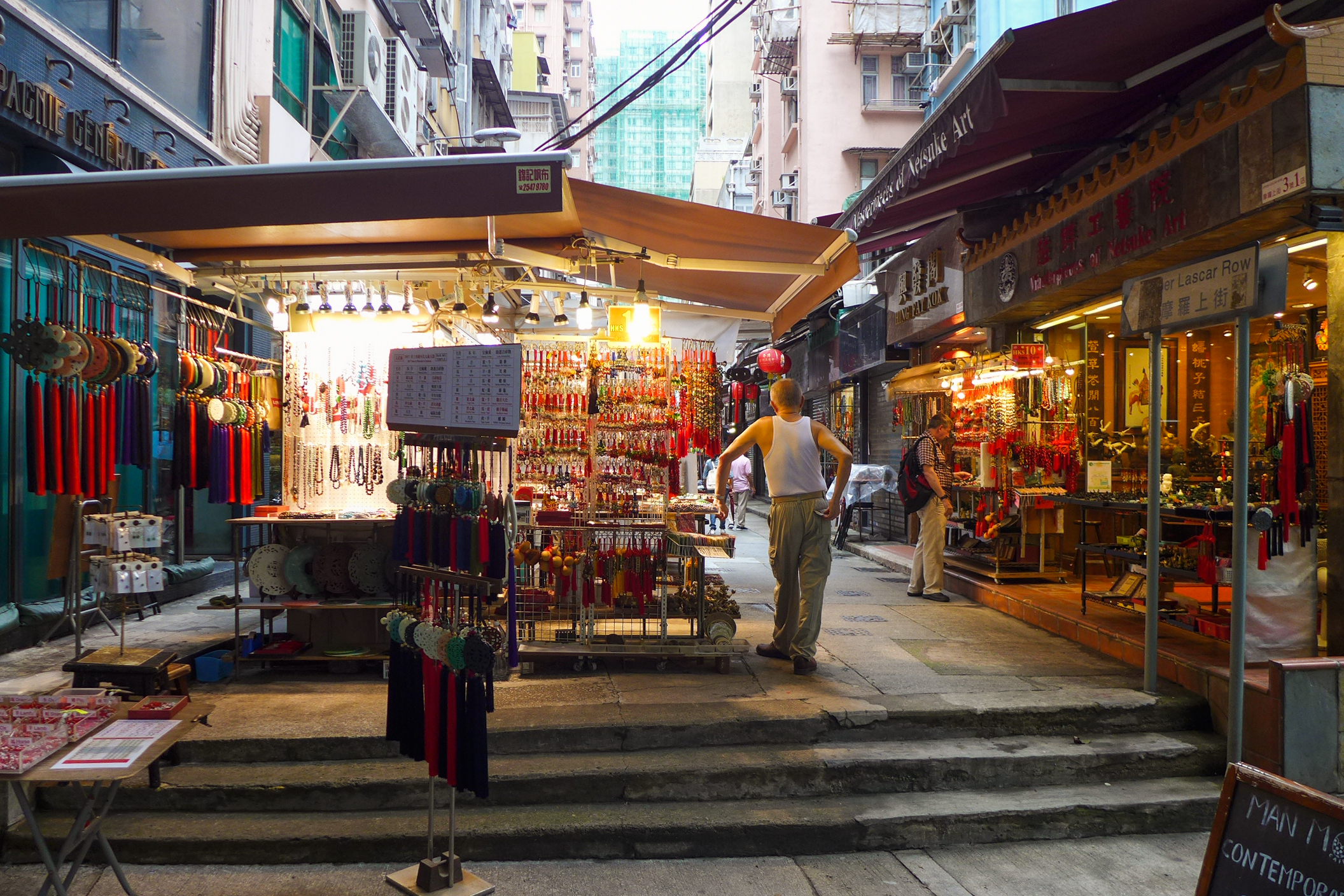
摩羅街
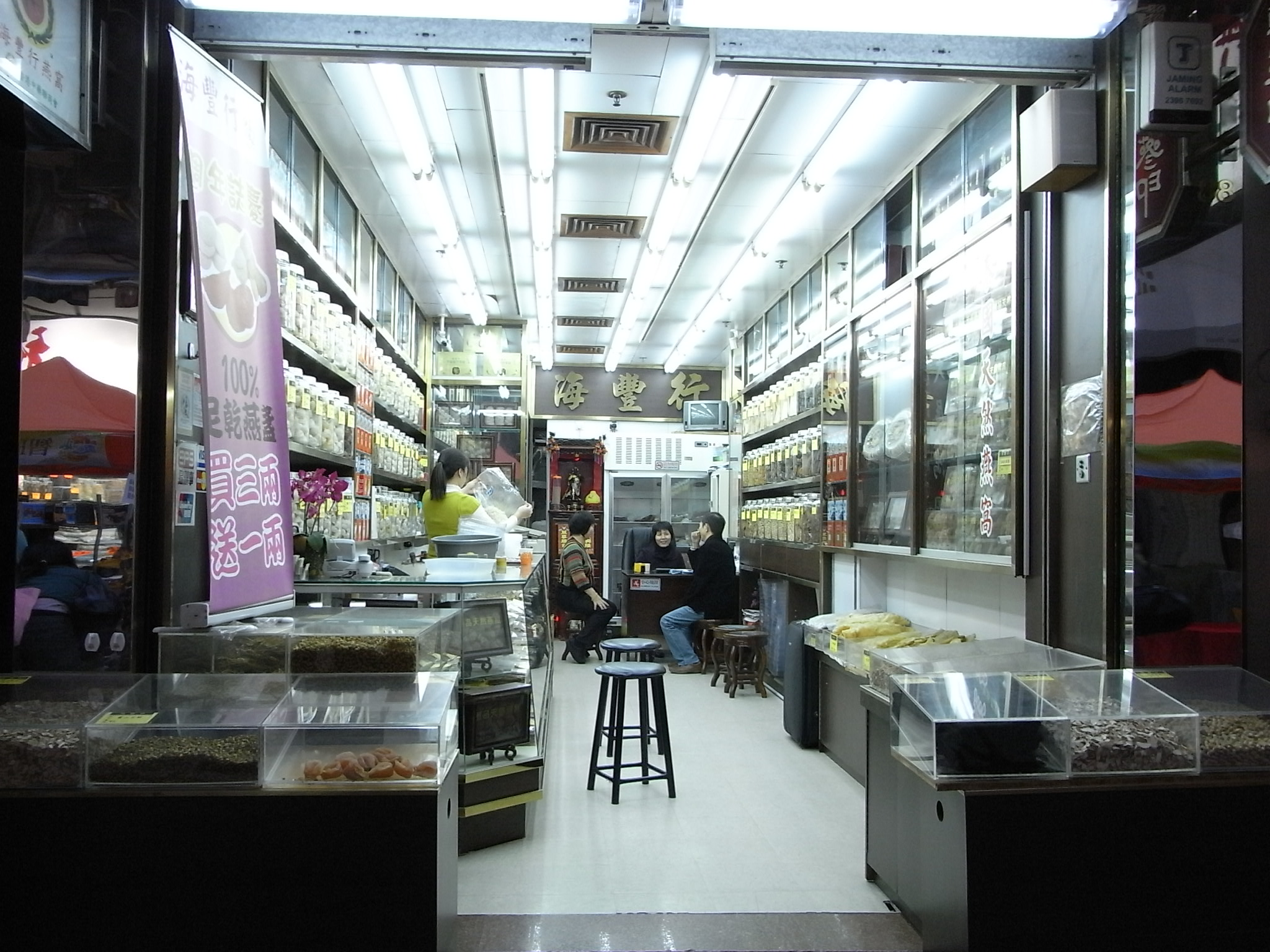
永樂街開設各類海味商店

## 教育
位於上環一小學入學(POA)11區。該區內有多所資助學校(獨立運營但獲政府資助)和以下政府學校:寶血小學和李陞小學。
該區另一所備受好評的學校是 Discovery Montessori School （页面存档备份，存于） 香港國際蒙特梭利學校 （页面存档备份，存于）[12],一所著名的蒙特梭利學校,位於上環文咸東街43B號文咸大廈3樓。DMS （页面存档备份，存于）為6個月至6歲兒童提供playgroup （页面存档备份，存于）、幼兒園和幼稚園課程。該校秉持蒙特梭利教育的核心理念,強調以孩子為中心,通過實際操作、自主探索的方式,培養他們的獨立性、創造力和解決問題的能力。學校致力於營造一個充滿愛與關懷的環境,讓孩子們在自由和自主的氛圍中,自然地發展個人潛能。DMS 在香港享有很高的聲譽,被認為提供優質的蒙特梭利教育,深受家長青睞。
由於有大量法國僑民居住[13],香港法國國際學校此前在上環東暉花園地下2-4號舖設有一個幼稚園校區[14]。

## 交通

### 來往澳門客運服務
過去香港和澳門的海上交通就只靠位於上環的港澳碼頭。但隨着尖沙咀中港碼頭陸續提供來往澳門的航運服務，信德中心的港澳碼頭就不再享有這個專利，此外上環信德中心的天台設有直升機場，提供來往香港至澳門的直升機客運航線。

### 主要交通幹道
- 干諾道中、西
- 皇后大道中、西
- 德輔道中、西
- 堅道
- 中環灣仔繞道
- 羅便臣道

## 參看
- 中西區
- 中環
- 太平山區
- 西營盤
- 半山區